# Atletiek op de Middellandse Zeespelen 2009
Atletiek is een van de sporten die beoefend werden tijdens de Middellandse Zeespelen 2009 in Pescara, Italië. De atletiekwedstrijden werden beslecht in het Stadio Adriatico. Er waren 42 onderdelen: 22 voor mannen, 20 voor vrouwen.

## Uitslagen

### Mannen

#### Looponderdelen
| Event                | Goud                   | Goud         | Zilver               | Zilver   | Brons                  | Brons    |
| -------------------- | ---------------------- | ------------ | -------------------- | -------- | ---------------------- | -------- |
| 100 m                | Martial Mbandjock      | 10,15        | Emanuele Di Gregorio | 10,21    | Fabio Cerutti          | 10,23    |
| 200 m                | Amr Seoud              | 20,78        | Matteo Galvan        | 20,92    | Khalid Idrissi Zougari | 20,95    |
| 400 m                | Mohamed Ashour Khouaja | 45,77        | Teddy Venel          | 46,04    | Yannick Fonsat         | 46,06    |
| 800 m                | Amine Laâlou           | 1.46,76      | Jeff Lastennet       | 1.47,74  | Aboubaker Elghatruni   | 1.48,10  |
| 1500 m               | Antar Zerguelaïne      | 3.37,49      | Mohamed Moustaoui    | 3.37,99  | Abdalaati Iguider      | 3.38,66  |
| 1500 m mindervaliden | Amhed Aouadi           | 3.17,07      | Julien Casoli        | 3.17,33  | Roger Puigbo Verdaguer | 3.18,27  |
| 5000 m               | Anis Selmouni          | 13.55,98     | Stefano La Rosa      | 14.04,44 | Kemal Koyuncu          | 14.04,99 |
| 10.000 m             | Hicham Bellani         | 29.33,51     | Mohammed Amyn        | 29.34,90 | Selim Bayrak           | 29.36,29 |
| Halve marathon       | Ahmed Baday            | 1:04.6       | José Manuel Martínez | 1:04.20  | Ali Zaidi              | 1:04.36  |
| 110 m horden         | Jackson Quiñónez       | 13,60        | Dimitri Bascou       | 13,75    | Juraj Grabušić         | 13,82    |
| 400 m horden         | Sébastien Maillard     | 49,80        | Salah-Eddine Ghaidi  | 50,10    | Hamza Deaf             | 50,21    |
| 3000 m steeple       | Jamel Chatbi           | 8.13,11 (GR) | Chakir Boujattaoui   | 8.13,83  | Halil Akkaş            | 8.30,84  |
| 20 km snelwandelen   | Ivano Brugnetti        | 1.22,33      | Giorgio Rubino       | 1.22,34  | Juan Manuel Molina     | 1.23,02  |
| 4 x 100 m estafette  | Italië                 | 38,82        | Frankrijk            | 39,49    | Turkije                | 40,73    |
| 4 x 400 m estafette  | Spanje                 | 3.06,19      | Frankrijk            | 3.06,28  | Griekenland            | 3.06,29  |

#### Veldonderdelen
| Event              | Goud                   | Goud         | Zilver               | Zilver  | Brons                    | Brons   |
| ------------------ | ---------------------- | ------------ | -------------------- | ------- | ------------------------ | ------- |
| Hoogspringen       | Kyriákos Ioánnou       | 2,30 m (GR)  | Konstadínos Baniótis | 2,28 m  | Dragutin Topić           | 2,26 m  |
| Verspringen        | Salim Sdiri            | 8,29 m (GR)  | Yahya Berrabah       | 8,23 m  | Loúis Tsátoumas          | 8,20 m  |
| Hink-stap-springen | Fabrizio Schembri      | 17,09 m      | Dimítrios Tsiámis    | 16,98 m | Daniele Greco            | 16,64 m |
| Kogelstoten        | Manuel Martínez        | 20,30 m      | Hamza Alić           | 20,05 m | Nedžad Mulabegović       | 20,85 m |
| Hamerslingeren     | Nicola Vizzoni         | 75,92 m      | Jérôme Bortoluzzi    | 73,73 m | Aléxandros Papadimitríou | 73,69 m |
| Speerwerpen        | Fatih Avan             | 79,78 m      | Spirídon Lebésis     | 78,66 m | Matija Kranjc            | 77,82 m |
| Discuswerpen       | Yennifer Frank Casañas | 65,58 m (GR) | Ercüment Olgundeniz  | 63,48 m | Yasser Farag             | 61,07 m |

### Vrouwen

#### Looponderdelen
| Event               | Goud                 | Goud         | Zilver               | Zilver   | Brons                          | Brons    |
| ------------------- | -------------------- | ------------ | -------------------- | -------- | ------------------------------ | -------- |
| 100 m               | Georgia Kokloni      | 11,41        | Myriam Soumaré       | 11,46    | Eleni Artymata Ayodele Ikuesan | 11,55    |
| 200 m               | Eléni Artymatá       | 23,16        | Sabina Veit          | 23,45    | Vincenza Calì                  | 23,49    |
| 400 m               | Libania Grenot       | 50,30 (GR)   | Daniela Reina        | 52,34    | Aurélie Kamga                  | 53,26    |
| 800 m               | Elisa Cusma Piccione | 1.59,87 (GR) | Halima Hachlaf       | 2.00,91  | Eléni Filándra                 | 2.01,13  |
| 800 m mindervaliden | Samira Berri         | 2.07,08      | Francesca Porcellato | 2.06,67  | Masouda Siffi                  | 2.17,12  |
| 1500 m              | Elisa Cusma Piccione | 4.11,88      | Btissam Lakhouad     | 4.12,07  | Habiba Ghribi ép. Boudraa      | 4.12,37  |
| 5000 m              | Hanane Ouhaddou      | 15.12,75     | Elena Romagnolo      | 15.13,19 | Silvia Weissteiner             | 15.13,19 |
| 10.000 m            | Elvan Abeylegesse    | 31.51,98     | Olivera Jevtić       | 32.23,06 | Kenza Dahmani                  | 32.48,44 |
| Halve marathon      | Anna Incerti         | 1:12.25      | Rosaria Console      | 1:12.34  | Kenza Dahmani                  | 1:12.39  |
| 100 m horden        | Nevin Yanıt          | 13,08        | Sandra Gomis         | 13,24    | Micol Cattaneo                 | 13,39    |
| 400 m horden        | Phara Anacharsis     | 56,66        | Aurore Kassambara    | 56,89    | Nikolina Horvat                | 56,97    |
| 4 x 100 m estafette | Frankrijk            | 43,79        | Italië               | 43,86    | Griekenland                    | 45,45    |

#### Veldonderdelen
| Event                | Goud                   | Goud         | Zilver               | Zilver  | Brons                 | Brons   |
| -------------------- | ---------------------- | ------------ | -------------------- | ------- | --------------------- | ------- |
| Hoogspringen         | Antonietta Di Martino  | 1,97 m       | Burcu Ayhan          | 1,89 m  | Adonía Steryíou       | 1,89 m  |
| Verspringen          | Tania Vicenzino        | 6,54 m       | Karin Mey Melis      | 6,53 m  | Nina Kolaric          | 6,50 m  |
| Polsstokhoogspringen | Nikoléta Kyriakopoúlou | 4,50 m       | Mariánna Zaharíadi   | 4,45 m  | Anna Giordano Bruno   | 4,30 m  |
| Hink-stap-springen   | Athanasía Pérra        | 14,62 m (GR) | Teresa Nzola Meso Ba | 14,16 m | Paraskeví Papahrístou | 14,12 m |
| Kogelstoten          | Jessica Cérival        | 17,77 m      | Assunta Legnante     | 17,44 m | Chiara Rosa           | 17,24 m |
| Hamerslingeren       | Silvia Salis           | 70,36 m      | Clarissa Claretti    | 69,35 m | Stilianí Papadopoúlou | 67,55 m |
| Speerwerpen          | Vojsavva Líka          | 60,67 m      | Zahra Bani           | 60,65 m | Martina Ratej         | 59,08 m |
| Discuswerpen         | Mélina Robert-Michon   | 61,17 m      | Vera Begić           | 60,29 m | Dragana Tomašević     | 58,73 m |

## Medaillespiegel
| Plaats | Land                  | Goud | Zilver | Brons | Totaal |
| 1      | Italië                | 11   | 12     | 7     | 30     |
| 2      | Frankrijk             | 7    | 12     | 3     | 22     |
| 3      | Marokko               | 6    | 6      | 2     | 14     |
| 4      | Griekenland           | 4    | 3      | 8     | 15     |
| 5      | Spanje                | 4    | 1      | 2     | 7      |
| 6      | Turkije               | 3    | 3      | 4     | 10     |
| 7      | Cyprus                | 2    | 1      | 1     | 4      |
| 8      | Tunesië               | 2    | 0      | 2     | 4      |
| 9      | Libië                 | 1    | 0      | 3     | 4      |
| 10     | Algerije              | 1    | 0      | 2     | 3      |
| 11     | Egypte                | 1    | 0      | 1     | 2      |
| 12     | Kroatië               | 0    | 1      | 3     | 4      |
| 12     | Slovenië              | 0    | 1      | 3     | 4      |
| 14     | Servië                | 0    | 1      | 2     | 3      |
| 15     | Bosnië en Herzegovina | 0    | 1      | 0     | 1      |
| Totaal | Totaal                | 42   | 42     | 43    | 127    |

1951 · 1955 · 1959 · 1963 · 1967 · 1971 · 1975 · 1979 · 1983 · 1987 · 1991 · 1993 · 1997 · 2001 · 2005 · 2009 · 2013 · 2018 · 2022
Atletiek · Basketbal · Bocce · Boksen · Gewichtheffen · Golf · Gymnastiek · Handbal · Judo · Kanovaren · Karate · Paardensport · Roeien · Schermen · Schietsport · Tafeltennis · Tennis · Voetbal · Volleybal · Waterpolo · Waterskiën · Wielersport · Worstelen · Zeilen · Zwemmen